# Виттенберг, Андрей Борисович
Андрей Борисович Виттенберг (род. 30 сентября 1965, Москва) — советский и французский хоккеист, нападающий.

## Биография
Воспитанник московского «Динамо». В сезонах 1984/85 — 1986/87 играл в первой лиге за «Динамо» Харьков. В сезонах 1987/88 — 1989/90 провёл 62 матча в высшей лиге в составе «Торпедо» Ярославль, в последнем сезоне также выступал за ШВСМ Ярославль во второй лиге.
Уехал во Францию, где играл за «Руан» (1991/92 — 1992/93) и «Брест» (1993/94 — 1996/97). Четырёхкратный чемпион Франции (1992, 1993, 1996, 1997).
Игрок сборной Франции на чемпионате мира 1994.